# Мечеть аль-Махди
Мечеть аль-Махди (араб. مسحد قبة المهدي‎; англ. Qubbat al-Mahdi) или мечеть аль-Махди Аббаса (от имени имама приказавшего построить мечеть) расположена в западной части столицы Йемена Санаа, в районе аль-Кадимы. Мечеть стоит за пределами Старого города — на «берегу Сейлы», дороги, которая идет вдоль границ Старого города, а во времена дождей наполняется водою и становится небольшой временной рекою.

## История
Построена мечеть аль-Махди в 1750—1751 по приказу имама аль-Махди Аббас, правившего с 1748 по 1775 год. Стилистически она повторяет мечетей аль-Бакирийа и Талха. Но в отличие от них, аль-Махди построена по указу йеменца и в то время, когда первая османская оккупация уже давно закончилась (1635), а вторая (1872) ещё не началась.